# Isekai
Isekai (異世界 lit. mundo diferente?)

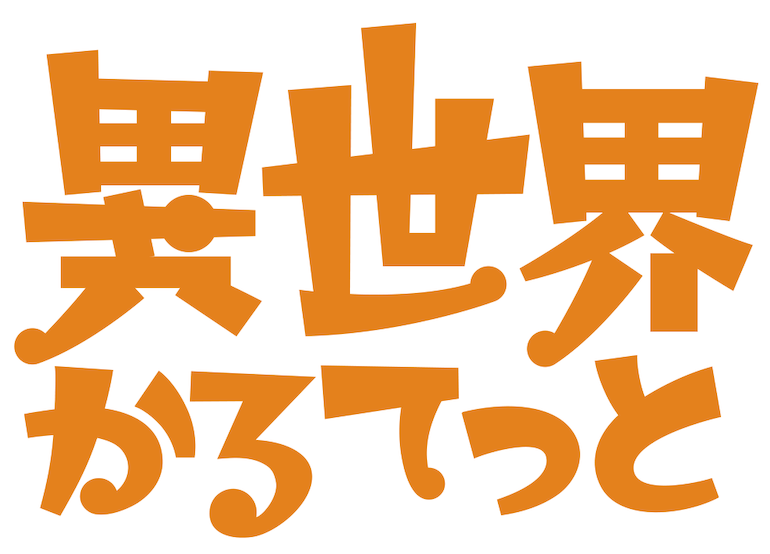
Logotipo del Cuarteto Isekai

es un subgénero de fantasía (generalmente japonesa), y una temática típica de las novelas ligeras, manga y anime que giran en torno a un personaje o un grupo de personajes de la Tierra que de manera intencional o accidental termina en un universo paralelo, un mundo de fantasía, en otro planeta, donde deben adaptarse y/o asimilarse a este nuevo mundo, junto con sus nuevas reglas, culturas y filosofías. El isekai puede incluir elementos de ciencia ficción y el término generalmente se refiere a obras de ficción japonesas. El subgénero y la temática tiene similitudes con los viajes accidentales y las historias occidentales de fantasía de portales en la literatura para adultos jóvenes. Recientemente, los escritores japoneses acuñaron la palabra isekai para referirse a este tipo de historias.

## Etimología
La palabra isekai se compone de la expresión i (異 «otro» o «diferente»?) unida a la expresión sekai (世界 «mundo»?).

## Características

### Tipos de obra
Los isekai pueden dividirse en dos tipos, según como el o los protagonistas pasan de su mundo original al mundo diferente: isekai ten'i (異世界転移 «transición a otro mundo?) e isekai tensei (異世界転生 «reencarnación en otro mundo»?).
El primer ejemplo, donde el protagonista termina teletransportado a otro mundo (por ejemplo: viajando, siendo invocado o tomando la posesión de otro ser), era más común en las primeras obras, pero la premisa era que el mismo permanecía con vida y conservando toda o gran parte de su apariencia original (Ejemplos: Zero no Tsukaima, Magic Knight Rayearth, Mairimashita! Iruma-kun). 
Mientras que el segundo ejemplo, donde el protagonista muere en su mundo original y se reencarna en otro mundo o habita el otro cuerpo ya existente en el otro mundo, se ha vuelto más común en los lanzamientos recientes (Ejemplos: Isekai wa Smartphone to Tomo ni, Mushoku Tensei, Seirei Gensōki)
Un tercer tipo de invocación se da en los isekai no kokoro (異世界の心isekai no kokoro?  mente en un mundo diferente), una combinación de los dos tipos anteriores en donde en el otro mundo solo se invoca la mente, el alma o la consciencia del protagonista, quedando su cuerpo físico inconsciente pero vivo en su mundo de origen. En su mayoría, la premisa es un sujeto que queda atrapado dentro del juego que está jugando, pricipalmente juegos de Realidad virtual, o dormido leyendo un libro (Ej: Sword Art Online, Overlord)
El nuevo mundo podría ser un mundo nuevo literal, como un planeta alternativo o una realidad fantástica; un mundo nuevo para el protagonista, como un escenario histórico del mundo real; o un nuevo mundo ficticio, como el protagonista que se despierta en un libro, una película o un videojuego.
Según el sentido en el que se invoca se los puede clasificar en Isekai propiamente dichos, Isekai inversos, Isekai de dos vías, e Ijikan
A diferencia de los Isekai habituales en donde un sujeto del mundo real es invocado hacia un mundo de fantasía, en los Isekai Inversos los personajes normalmente de un mundo mágico, se transportan al mundo real. En estas historias son los seres extraordinarios (dioses, demonios, razas fantásticas como los elfos o bestias como los dragones) los que deben adaptarse a un mundo moderno y regido por el sentido común, y a diferencia de los isekai tradicionales que por lo general son del género de aventuras o acción, los isekai inversos son en su mayoría comedias o series de recuentos de la vida. (Ej: Sonic X, Aa! Megami-sama, Re:Creators, The Devil Is a Part-Timer!, Kobayashi-san Chi no Maid Dragon)
Como otra subdivisión están los Isekai de dos vías, en el que seres de dos mundos distintos pueden viajar al mundo opuesto al que pertenecen (ej.InuYasha, Gate, Isekai Shokudō)
Finalmente los Ijikan (異時間Ijikan?  diferente tiempo) son series en el que el sujeto no se transporta a otro mundo, si no que permanece dormido, inconsciente o se reencarna en su mismo mundo luego de una gran cantidad de tiempo en el cual, los hechos que ocurrieron luego de su puesta en hibernación o muerte anterior cambiaron ese mundo radicalmente (ej: Dr. Stone, Maō Gakuin no Futekigōsha)

### Protagonistas
Un argumento muy común es que el protagonista de un isekai suele ser un individuo común, usualmente estudiante o un asalariado japonés, que está familiarizado con los aspectos generales del mundo de fantasía al que es enviado ya que comparte grandes similitudes con textos audiovisuales que el sujeto conoce y domina (mangas, juegos, series, etc.). Sin embargo, en muchas otras historias, la trama se aleja de estos conceptos y el personaje se encuentra en mundos desconocidos donde debe aprender desde cero por su cuenta las normas de convivencia básicas de la sociedad y el uso de habilidades o elementos fantásticos de ese mundo; por lo general, en el nuevo mundo son capaces de tener éxito gracias al uso de sus habilidades o conocimientos que conservan de este mundo. De la misma forma, su poder puede variar desde formidables habilidades mágicas, superando a cualquier otra persona, hasta otras relativamente débiles, como en Re:Zero kara Hajimeru Isekai Seikatsu, donde el protagonista Subaru Natsuki no tiene ningún poder especial más allá de poder esquivar a la muerte a través de un bucle temporal.
Actualmente los clichés más comunes de este género se parodian en algunas de las obras más recientes como KonoSuba! y Tsuki ga Michibiku Isekai Dōchū, donde los protagonistas son conscientes de la existencia de las historias isekai y sus características, pero no reciben poderes y se ven obligados a desenvolverse como personajes comunes de un típico escenario de fantasía. En algunos ejemplos, los protagonistas son personas comunes que prosperan en su nuevo entorno gracias a algunas habilidades normales que aprendió en su vida anterior, como la cocina, la ingeniería, la economía o la medicina, que son mucho más avanzadas en su mundo original que al otro mundo al que les llegan (ej: Genjitsushugi Yūsha no Ōkoku Saikenki, Cheat Kusushi no Slow Life: Isekai ni Tsukurou Drugstore). En algunas obras, se utiliza el mundo alternativo como una representación crítica de la sociedad, como en Meikyū Black Company, donde se muestra una feroz crítica al exigente mundo laboral japonés. 
Mientras que originalmente los protagonistas de los isekai eran un «héroe elegido», obras como Drifters le dan un vuelco al género, donde los protagonistas que entran a ese mundo de fantasía son figuras históricas, tales como grandes generales y guerreros que son aún más brutales que los habitantes de ese mundo; o como también se puede ver en Tensei Shitara Slime Datta Ken, donde el protagonista empieza siendo un slime (el tipo de demonio más débil de la obra). Algunas otras historias involucran a personajes reencarnados en objetos inanimados poco usuales, como por ejemplo un onsen mágico e incluso una espada (como se muestra en Tensei Shitara Ken Deshita).
Habitualmente, los invocados a los mundos alternativos son hombres, que comparten la característica de una personalidad tímida, retraída, con problemas de comunicación social o adictos al estudio o al trabajo, pero generosos y altruistas, compartiendo estas características con las de los protagonistas del género Harem, en donde luego de ser invocados comienzan a atraer a diferentes mujeres con las que les cuesta tratar por su personalidad de base. En otras obras, las invocadas son mujeres, que comparten la misma personalidad atrayendo hombres, o en algunos casos, otras mujeres. En este caso se los llama Isekai reverso (ej: Otome Game no Hametsu Flag Shika Nai Akuyaku Reijō ni Tensei Shiteshimatta...,Slime Taoshite 300-nen, Shiranai Uchi ni Level Max ni Nattemashita)
Otras obras invocan más de un habitante al otro mundo, desde dos personas (por ej. Seijo no Maryoku wa Bannō Desu) hasta todo un curso escolar de más de 30 personas ( por ej. Shinka no Mi: Shiranai Uchi ni Kachigumi Jinsei), sin embargo a pesar de la cantidad invocados, la trama se centra en uno de ellos.
El protagonista puede conservar su apariencia con la que vivía en su mundo de origen o cambiarla drásticamente, ya sea en su edad (Rudeus Greyrat, protagonista de Mushoku Tensei, pasa de ser adulto a un niño), su raza (Ainz Ooal Gown se convierte en un hechicero Liche en Overlord) e incluso su género (la protagonista de Yōjo Senki, Tanya Von Degurechaff, era un hombre adulto en su anterior vida)
Adjunto al protagonista, puede estar acompañado por su invocador, siendo en su mayoría dioses (por ej.  Aqua en KonoSuba, o Ristarte en Kono Yūsha ga Ore TUEEE Kuse ni Shinchō Sugiru) o hechiceros (Por ej. Louise La Valliere en Zero no Tsukaima); interactuar ocasionalmente con ellos (por ej. Dios en Isekai wa Smartphone to Tomo ni) o ser su enemigo (Por ej. Ser X en Yōjo Senki )

## Historia
El concepto tiene orígenes en la literatura japonesa antigua, en particular la historia de Urashima Tarō, un cuento popular ampliamente conocido en Japón con el que crecieron los escritores del isekai. Se trata del pescador Tarō Urashima, que salva una tortuga y es llevado a un maravilloso reino submarino, pero la historia tiene un giro: después de pasar lo que creía que eran cuatro o cinco días ahí, regresa a su pueblo natal solo para encontrar el mismo 300 años en el futuro. El cuento popular fue adaptado en una de las primeras películas de anime, Seitaro Kitayama's Urashima Tarō, en 1918. que resulta análoga a historias de la literatura inglesa como Alicia en el país de las maravillas (1865), Un yanqui en la corte del rey Arturo (1889), El maravilloso mago de Oz (1900), la franquicia de novelas Las Crónicas de Narnia (1950-1956) y The Phantom Tollbooth (1961).

### Medios japoneses modernos
Algunas de las primeras historias que se podrían considerar isekai son Tenkū no Escaflowne, InuYasha, El Hazard, Aura Battler Dunbine y el ya mencionado Fushigi Yūgi, en las cuales los protagonistas conservaron una apariencia similar al entrar en el nuevo mundo después de ser teletransportados o invocados y otras obras del género isekai de este mismo tema incluyen a la serie de novelas ligeras Isekai Meikyū de Harem o, Seijo no Maryoku wa Bannō Desu, Genjitsushugi Yūsha no Ōkoku Saikenki, Demon Lord, Retry!, The Twelve Kingdoms, Isekai Cheat Magician, Gaikotsu Kishi-sama, Tadaima Isekai e Odekakechuu y la franquicia Magic Knight Rayearth. Títulos posteriores, tales como Yōjo Senki, Watashi, Nōryoku wa Heikinchi de tte Itta yo ne!, Otome Game no Hametsu Flag Shika Nai Akuyaku Reijō ni Tensei Shiteshimatta..., Kōshaku Reijō no Tashinami, Seirei Gensōki, Mushoku Tensei, Slime Taoshite 300-nen, Shiranai Uchi ni Level Max ni Nattemashita, Sekai Saikō no Ansatsusha, Isekai Kizoku ni Tensei Suru o Knight's & Magic nos muestran al protagonista muriendo y reencarnándose en un mundo diferente. La película El viaje de Chihiro, fue una de las primeras películas de anime isekai conocidas en todo el mundo, aunque el término isekai no se usaba comúnmente en ese momento.
Una popular novela ligera y serie de anime de este género en la década de los años 2000 fue Zero no Tsukaima, donde el protagonista masculino Saito es del Japón moderno y es convocado a un mundo de fantasía por la protagonista femenina Louise. Zero no Tsukaima popularizó el género isekai en los medios de novelas web y novelas ligeras, junto con el sitio web Shōsetsuka ni Narō (lit. Vamos a ser novelistas), conocido como Narō para abreviar. El fan fiction se hizo popular en Narō a fines de la década de 2000, y finalmente ha generado un género de novelas en el sitio, que se conoció como novelas Narō. Los escritores de fan fiction finalmente comenzaron a escribir novelas originales del género isekai, como Tappei Nagatsuki, quien luego creó el ya mencionado Re:Zero kara Hajimeru Isekai Seikatsu. La adaptación del ya mencionado Sword Art Online popularizó el género isekai en el anime, lo que llevó a que se publicaran más novelas web en Narō y a que varias novelas de Narō se adaptaran al anime. Fue por esta época que se acuñó el término "isekai".
El concepto de isekai ha ido cambiando y la revista Polygon destaca que otras obras como Dr. Stone pueden ser llamados isekai, además de que tienen similitudes con la historia de Urashima Tarō. Lo cual es importante destacar que la obra no tiene un cambio de mundo como en las otras obras, sino que es el mismo mundo que pasó tres milenios después de un apocalipsis.
El género se ha vuelto tan popular que, en 2016, un concurso japonés de historias cortas prohibió todas las que tuvieran temática isekai. La editorial Kadokawa también prohibió en 2017 las historias de este género en su propio concurso de novelas estilo anime. En mayo de 2021, Kadokawa anunció que abriría un "Museo Isekai" en julio del mismo año.

### Medios en otros países
Isegye (en hangul, 異世界; romanización revisada, Isegye), como se conoce al género en Corea del Sur, también ha crecido en popularidad con muchas novelas web, webtoons y manhwas que se lanzan con los mismos temas. Muchos de estos títulos también se han traducido y lanzado en el extranjero y han tenido niveles de popularidad similares a los del manga y anime japonés isekai. Fusion Fantasy (en hangul, 퓨전 판타지; romanización revisada, Pyujeon pantaji) es un género creado por la fusión de fantasía y wuxia o mundo oriental, y este es un término surcoreano para el isekai. Esto fue popular en la década de los años 2000.
Si bien el término isekai se refiere típicamente a obras de ficción japonesas, el término también se ha aplicado a obras de ficción modernas de otros países que contienen elementos del género isekai. Un viejo ejemplo de esto son la serie de novelas de fantasía Las Crónicas de Narnia de C. S. Lewis , las novelas de Alicia en el país de las Maravillas y su secuela de Lewis Carroll y la serie de novelas de wéstern y fantasía oscura La Torre Oscura de Stephen King. Otros ejemplos incluyen la película chino-estadounidense El reino prohibido (2008) protagonizada por Jackie Chan y Jet Li, y la novela estadounidense Ready Player One (2011) que luego fue adaptada a una película homónima de Hollywood de 2018 dirigida por Steven Spielberg. Otros ejemplos de películas con elementos del género isekai incluyen Tron (1982) y su secuela Tron: Legacy (2010), Labyrinth (1986), El ejército de las tinieblas (1992), Super Mario Bros. (1993), Jumanji (1995) y sus secuelas Jumanji: Welcome to the Jungle (2017) y Jumanji: The Next Level (2019), Space Jam (1996) y su secuela Space Jam: A New Legacy (2021), Spy Kids 3-D: Game Over (2003), Enchanted (2009) y MirrorMask (2005). The Walt Disney Company lanzó dos series de ] ani]madas aclamadas por la crítica, Amphibia y The Owl House, que son elementos del género isekai. y de Warner y DC Comics tenemos la serie animada de Escuadrón Suicida Isekai
En los casos de videojuegos tenemos ejemplos como la franquicia de Mortal Kombat que tiene elementos de Isekai. En el videojuego de SEGA ,Comix Zone, el personaje es transportado a su propio cómic que creó. También salió el videojuego creado por Square-Enix ,Forspoken, donde una chica de   Hell's Kitchen  viaja  y tiene aventuras en un mundo de fantasía.

## Controversias
La premisa del isekai tensei, donde relata que reencarnar o renacer en un mundo nuevo después de morir, ha causado cierta preocupación en Rusia, ya que según las autoridades "promueve la creencia que después de la muerte es posible ir a otro mundo donde puedes vivir una vida más plena e interesante, libre del control de sus padres". Bajo esta excusa, el tribunal de distrito de Rusia en San Petersburgo ha prohibido los animes KonoSuba!, Tensei Shitara Slime Datta Ken, Zombie Land Saga y Princess Lover!, bajo la excusa de que violan la ley federal rusa para la protección de los niños contra la información dañina.